# Melissa Rosenberg
Melissa Rosenberg (née le 28 août 1962  dans le comté de Marin) est une scénariste américaine.

## Biographie
Melissa Rosenberg a notamment écrit les adaptations de deux séries de romans : Dexter et Twilight, trilogie dont elle a écrit tous les scénarios. Elle a également écrit le scénario du film Sexy Dance.

## Filmographie

### Films
- 2006 : Sexy Dance (Step Up)
- 2008 : Alyx (téléfilm)
- 2008 : Twilight, chapitre I : Fascination (The Twilight Saga)
- 2009 : Twilight, chapitre II : Tentation (The Twilight Saga: New Moon)
- 2010 : Twilight, chapitre III : Hésitation (The Twilight Saga: Eclipse)
- 2011 : Twilight, chapitre IV : Révélation, 1re partie (The Twilight Saga: Breaking Dawn – Part 1)
- 2012 : Twilight, chapitre V : Révélation, 2e partie (The Twilight Saga: Breaking Dawn – Part 2)

### Séries télévisées
- 1993 : Promo 96 (2 épisodes)
- 1994 : La Vie à cinq (également productrice)
- 1995–1996 : Docteur Quinn, femme médecin (3 épisodes)
- 1996 : Au-delà du réel : L'aventure continue (1 épisode)
- 1996 : Dark Skies : L'Impossible Vérité
- 1996–1997 : Hercule (2 épisodes)
- 1998 : Les Sept Mercenaires(2 épisodes)
- 2000 : Boston Public (1 épisode)
- 2001 : Ally McBeal (1 épisode)
- 2001 : Espions d'État
- 2002 : Birds of Prey (3 épisodes)
- 2003–2004 : Newport beach (3 épisodes)
- 2006 : Love Monkey (2 épisodes)
- 2006–2009 : Dexter (également productrice, 8 épisodes)
- 2013 : Red Widow (également créatrice et productrice, 2 épisodes)
- 2015 : Jessica Jones (également créatrice et productrice)